# Anogeissus
Genre
Classification phylogénétique
Anogeissus est un genre de plantes à fleurs de la famille des Combretaceae. Il regroupe 10 à 12 espèces d'arbres ou arbustes réparties en Asie et en Afrique tropicale. C'est aussi un synonyme taxonomique du genre Terminalia selon Plants of the World Online.

## DEscription
Ce sont des arbres et des arbustes dont les fleurs tubulaires sont dépourvues de pétales. Ils donnent des fruits secs présentant des crêtes ou des ailes.
Le bois d'essieu (A. latifolia) est utilisé pour son bois et ses tanins et comme fourrage. Le bouleau africain (A. leiocarpa) est quant à lui utilisé pour son bois et pour fabriquer des colorants jaunes et des composés médicinaux.

## Liste d'espèces
- Anogeissus acuminata
- Anogeissus bentii
- Anogeissus dhofarica
- Anogeissus latifolia
- Anogeissus leiocarpa
- Anogeissus pendula
- Anogeissus rotundifolia
- Anogeissus schimperi
- Anogeissus sericea